# Col de Lègnes
Le col de Lègnes  est un col de montagne pédestre des Pyrénées s'élevant à 2 576 mètres d'altitude dans le Louron, dans le département français des Hautes-Pyrénées en Occitanie.
Il relie le vallon d'Aygues Tortes à l’ouest, au vallon des Gourgs Blancs à l’est.

## Toponymie
En occitan, lègne signifie « bûchers » (ici il s’agit de genévriers desséchés souvent seul combustible accessible en montagne loin des forêts), donc le col des bûchers.

## Géographie
Le col de de Lègnes est situé entre le pic de Lègnes (2 546 m) au nord-ouest et la crête de Quartau au sud-est. Il surplombe au sud-ouest le lac de Pouchergues (2 102 m) et à l’est le lac des Isclots des Gourgs Blancs (2 398 m).

## Protection environnementale
Le col fait partie d'une zone naturelle protégée, classée ZNIEFF de type 2 : vallée du Louron.

## Voies d'accès
Pour atteindre le col par le versant nord, au départ du pont de Prat à la centrale hydro-électrique de Tramezaygues, il faut traverser les gorges de Clarabide par un chemin très escarpé jusqu'à la construction d'un chemin plus sûr construit par les Ponts et Chaussées, et rejoindre le refuge de la Soula. De là prendre le sentier le long du ruisseau de Caillauas jusqu'au lac de Caillauas puis aux lacs des Gourgs Blancs.